# Cinéma national populaire
Pour les articles homonymes, voir CNP.
Le Cinéma national populaire (communément abrégé en CNP) est une société d'exploitation cinématographique française, créée en 1968 et disparue en 2015, qui possédait trois cinémas classés « art et essai » à Lyon : le CNP Terreaux (4 salles), le CNP Bellecour (3 salles) et le CNP Odéon (1 salle).
Ces trois salles ont rouvert sous le nom de « cinéma Lumière » en 2016, incluant le cinéma La Fourmi, aussi racheté par l'institut Lumière.

## Historique
Le Cinéma national populaire (CNP) est fondé le 1er mars 1968 par Robert Gilbert et Roger Planchon, directeur du théâtre de la Cité de Villeurbanne, devenu, en 1972, Théâtre national populaire, dont il s'inspire. 
Dans le mouvement de démocratisation culturelle, l'objectif est alors de présenter au plus grand nombre, à travers des prix attractifs (abonnements, tarifs pour les comités d'entreprise), du cinéma d'auteur. Les premières projections proposent le film de René Allio, L'Une et l'Autre, et le documentaire des cinéastes de la Nouvelle Vague, Loin du Vietnam.
Sous la direction de Robert Gilbert, le CNP ferme les salles de Villeurbanne, Caluire et Vénissieux pour ouvrir trois cinémas à Lyon, dans le quartier de la Presqu'île : le CNP Terreaux (1976, quatre écrans) ; le CNP Grolée (1982, un écran; renommé CNP Odéon en 1988) ; le CNP Bellecour (1983, trois écrans).
En 1984, la société embauche le futur producteur Bruno Peyzerie comme directeur de programmation.
Robert Gilbert meurt en 1993, et Roger Planchon rachète ses parts, devenant PDG du CNP qui devient indépendante du TNP en 1996, sous le nom de « Cinéma national populaire », dont il détient 97 % du capital, tandis que le TNP prend la forme de SARL « Compagnie de la cité »,.
En 1998, Planchon revend pour 3,5 millions de francs les trois salles à Galeshka Moravioff, fondateur des Films sans frontière et exploitant du Bastille, à Paris, et du César et du Variétés à Marseille. Le montant de cette vente, la personnalité du nouveau propriétaire, et l'absence de garantie de l'avenir des salles créent une polémique,,.
Classées art et essai (pour 2009, la subvention du CNC était de 28 620 euros pour Bellecour, 12 595 euros pour l'Odéon et 12 400 euros pour les Terreaux), les salles lyonnaises poursuivent leur activité pendant dix ans. Confronté à la concurrence des multiplexes, puis du Comœdia, l'Odéon, dont la programmation permet de compenser les choix plus exigeants des deux autres salles, voit sa fréquentation s'effondrer jusqu'à sa fermeture à l'été 2009. L'avenir des deux autres cinémas paraît également incertain,.
En novembre 2014, l'institut Lumière rachète les deux cinémas restants,,. Ils ferment temporairement le 14 décembre 2014, en vue de travaux de rénovation (en particulier dans le respect de la nouvelle loi sur l'accessibilité) et sont ensuite placés sous la direction de Sylvie Da Rocha.

### Épilogue concernant Galeshka Moravioff
En septembre 2016, un jugement prononce l'interdiction prévue à l'article L. 653-8 du code de commerce à l'encontre de Galeshka Moravioff, pour une durée de quatre ans. Il s'agit d'une « interdiction de diriger, gérer, administrer ou contrôler, directement ou indirectement, soit toute entreprise commerciale ou artisanale, toute exploitation agricole et toute personne morale, soit une ou plusieurs de celles-c ». Le 5 octobre, la société « Bastille Saint-Antoine » de Galeshka Moravioff, qui exploite les cinémas Les Variétés et Le César à Marseille, est placée en redressement judiciaire par décision du tribunal de commerce de Paris,.

## Caractéristiques techniques
| CNP Terreaux - Adresse : 40 rue Édouard-Herriot, 69001 Lyon - 4 salles de 140, 80, 54 et 51 places (en 2014) - équipement image/son : numérique, Dolby | CNP Odéon - Adresse : 6 rue Grolée, 69002 Lyon - 1 salle de 300 places - équipement image/son : 35 mm, Dolby | CNP Bellecour - 12 rue de la Barre, 69002 Lyon - 3 salles de 79, 67 et 60 places (en 2014) - équipement image/son : numérique |